# Frąknowo
Frąknowo [frɔŋkˈnɔvɔ] (deutsch Frankenau) ist ein Dorf in der polnischen Wojewodschaft Ermland-Masuren. Es gehört zur  Gmina Nidzica (Stadt- und Landgemeinde Neidenburg) im Powiat Nidzicki (Kreis Neidenburg).

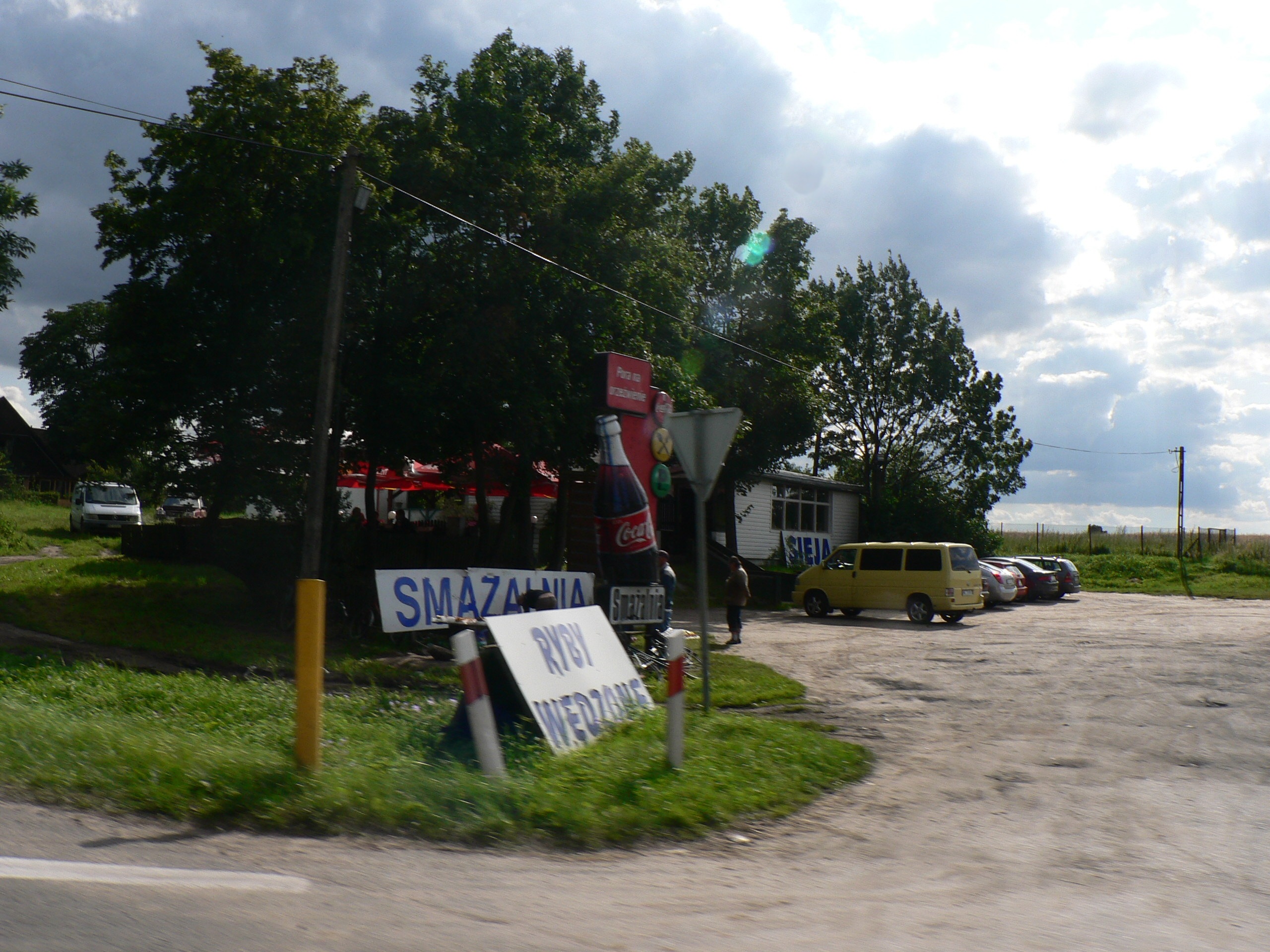
Bratstand am Dorfteich Frąknowo

## Geographische Lage
Frąknowo liegt elf Kilometer nordwestlich der Kreisstadt Nidzica (deutsch Neidenburg) im Südwesten der Woiwodschaft Ermland-Masuren, östlich von Michałki (Michalken, 1938 bis 1945 Michelsau), nördlich von Rączki (Rontzken, 1938 bis 1945 Hornheim), südlich von Waplewo (Waplitz) und westlich von Dobrzyń (Gutfeld). Es ist ein typisches masurisches Dorf mit einem Dorfteich.

## Geschichte
Frankenaw, nach 1574 Frankenau, wurde urkundlich erstmals 1355 erwähnt. Spätestens seit 1384 war es ein adeliges Gut. Im späten 18. Jahrhundert und im frühen 19. Jahrhundert wurde der Ort in ein Bauerndorf umgewandelt. Diese Entwicklung kam 1855 zum Abschluss. 
Von 1874 bis 1945 gehörte Frankenau zum Amtsbezirk Lahna (polnisch Łyna) im Kreis Neidenburg in Ostpreußen.
Im Jahre 1910 zählte Frankenau 235 Einwohner. Schon im Ersten Weltkrieg fanden hier nach dem Einmarsch der russischen Armee Kämpfe im Verlauf der Schlacht bei Tannenberg statt. Der Soldatenfriedhof im Südosten des Dorfes erinnert daran.
Aufgrund der Bestimmungen des Versailler Vertrags stimmte die Bevölkerung im Abstimmungsgebiet Allenstein, zu dem Frankenau gehörte, am 11. Juli 1920 über die weitere staatliche Zugehörigkeit zu Ostpreußen (und damit zu Deutschland) oder den Anschluss an Polen ab. In Frankenau stimmten 140 Einwohner für den Verbleib bei Ostpreußen, auf Polen entfielen keine Stimmen.
Im Jahre 1933 belief sich die Einwohnerzahl Frankenaus auf 305, im Jahre 1939 waren es 319.
Am Ende des Zweiten Weltkrieges, am 20. Januar 1945, wurde der Ort von der Roten Armee erobert und später an Polen übergeben. Frankenau erhielt die polnische Namensform „Frąknowo“ und ist heute mit dem Sitz eines Schulzenamts eine Ortschaft im Verbund der Gmina Nidzica (Stadt- und Landgemeinde Neidenburg) im Powiat Nidzicki (Kreis Neidenburg), bis 1998 der Woiwodschaft Olsztyn, seither der Woiwodschaft Ermland-Masuren zugehörig. Im Jahre 2011 zählte Frąknowo 170 Einwohner.

## Kirche
Bis 1945 war Frankenau in die evangelische Kirche Skottau  (polnisch Szkotowo) in der Kirchenprovinz Ostpreußen der Kirche der Altpreußischen Union sowie in die römisch-katholische Kirche Thurau (polnisch Turowo) im Bistum Ermland eingepfarrt.
Heute gehört Frąknowo katholischerseits zur Kirche in Szkotowo im jetzigen Erzbistum Ermland, evangelischerseits zur Heilig-Kreuz-Kirche Nidzica in der Diözese Masuren der Evangelisch-Augsburgischen Kirche in Polen.

## Soldatenfriedhof
Südöstlich des Dorfes befindet sich ein Soldatenfriedhof. Er wird bestimmt durch zwei Grabhügel mit einem Stein, der die Inschrift trägt: 83 - TAPFERE SOLDATEN - FIELEN IN DER - TANNENBERGSCHLACHT - IM GEFECHT BEI FRANKENAU - AN 24.-26. AUG. 1914. Hinter dem Stein befand sich ursprünglich ein orthodoxes Kreuz aus Eichenholz, das aber nicht mehr vorhanden ist.

## Verkehr
Frąknowo liegt an der früheren Landesstraße 7, die heute parallel zur neuen Schnellstraße 7 (auch: Europastraße 77) verläuft, zu der Frąknowo über die Anschlussstellen Rączki (Rontzken/Hornheim) bzw. Waplewo (Waplitz) Zugang hat. Auch führt eine Nebenstraße von Dobrzyń (Gutfeld), das die nächste Bahnstation an der Bahnstrecke Działdowo–Olsztyn ist, nach Frąknowo.

## Persönlichkeiten

### Aus dem Ort gebürtig
- Kurt Biesalski (* 16. Februar 1935 in Frankenau), deutscher Film- und Buchautor

### Mit dem Ort verbunden
- Ingrid van Bergen (* 1931), deutsche Schauspielerin, wurde zwar in Danzig geboren, verbrachte aber ihre ersten Lebensjahre in Frankenau, da ihr Vater hier Lehrer an der Schule war.